# John Knudsen
John Knudsen (født 1965) er en dansker, der ved en domsmandsret er idømt livsvarigt fængsel for at have voldtaget og dræbt Kirsten Bay Andersen.

## Straffe

### 2005
John Knudsen blev i 2005 dømt for at have voldtaget en sovende kvinde i Nordborg. Han fik 18 måneders fængsel.

### 2009
Ifølge Knudsens egen forklaring mødte han Kirsten Bay Andersen i Haderslev natten til den 26. september 2009 på vej hjem fra en fest og tvang hende ned til sin båd på Haderslev Fjord. Om bord på båden kneblede og bandt han hende, inden han gennemførte voldtægten. Så lagde han sig til at sove. Om morgenen voldtog han hende igen og sejlede så ud på fjorden for at kaste sit offer i vandet for at skjule hende. Ude på vandet løsnede han rebene, hvorefter han serverede rødvin og kaffe for hende, mens han overvejede mulige alternativer. Han overvejede at slippe hende fri, men besluttede sig til sidst for at dræbe hende. Kort efter kvalte han hende med plastikposer, bandt hendes lig fast til en blyklods og kastede hende i vandet. Bagefter græd og sov han på båden, hvor han besluttede sig for at flygte til udlandet i erkendelse af, at han formentlig ville blive sat i forbindelse med mordet.
Som et led i politiets eftersøgning af den savnede kvinde sætter det dykkere til at afsøge dele af fjorden. Den 6. oktober finder dykkerne et kvindelig, der er bundet til en betonklods. Inde ved bredden blev liget undersøgt af kriminalteknikere og retslæger. De omstændigheder, liget blev fundet på, og at der ikke var meldt andre kvinder savnet, gjorde, at politiet inden obduktionen følte sig sikre på, at der vitterligt var tale om Kirsten Bay Andersen.
Tre dage efter drabet kontaktede John Knudsens mor politiet for at melde ham savnet. Da politiet undersøgte opkaldene til og fra hans mobiltelefon, fik man mistanke om, at han kunne være morderen. Desuden fandtes en kop med hans fingeraftryk sammen med offerets tøj i en affaldscontainer. På den baggrund efterlystes han..
I den spanske by Zaragoza traf det lokale politi den 4. november en tigger, som de bad identificere sig. Da det undersøgte mandens identitet, fandt man ud af, at han var efterlyst og skred til anholdelse. Han stilledes for en dommer i Madrid med henblik på udlevering. 14 dage senere blev han udleveret og stillet for en domstol i Danmark.

#### Retssagen
Retssagen mod John Knudsen begyndte den 20. september 2010 kl. 9.00 ved Retten i Sønderborg. John Knudsen var tiltalt for manddrab, frihedsberøvelse, voldtægt af særlig farlig karakter samt usømmelig omgang med lig. Under retssagen blev der vist videooptagelser af drabet og de seksuelle overgreb. John Knudsen havde optaget videoen under forbrydelsen. Blandt andet viste optagelserne, at John Knudsen befølte liget.
Retslægerådet fandt i deres mentalundersøgelse, at John Knudsen var normalt begavet, og at han ikke var sindssyg i gerningsøjeblikket. Dog slog Retslægerådet fast, at han havde en stærkt afvigende personlighed (Psykopati). Rådet anbefalede ifølge en redegørelsen fra statsadvokaten, at John Knudsen blev idømt en forvaringsdom, da muligheden for at han ville begå en lignende forbrydelse var overhængende. Statsadvokat og anklager Jan Reckendorff valgte tirsdag d. 21 september 2010 ikke at gå efter en forvaringsdom, som anbefalet af retslægerådet, men at gå efter en livstidsdom.
John Knudsen havde allerede inden sagens begyndelse erkendt drabet, og sagen blev derfor behandlet ved et domsmandsret i stedet for ved et nævningeting. Han var desuden tiltalt for besiddelse af børneporno og overgreb mod et barn.
Den 22. september 2010 kl. 13.35 blev John Knudsen idømt livsvarigt fængsel.